# 小嶋菜月
小嶋 菜月（こじま なつき、1995年〈平成7年〉3月8日 ‐ ）は、日本の元タレント、元女優。女性アイドルグループ・AKB48の元メンバーである。愛称は、なっつん。千葉県流山市出身。フィットに所属していた。

## 略歴
2010年
7月24日、AKB48第11期研究生オーディションに合格。
10月10日、葛西臨海公園で開催された「東京秋祭り」においてお披露目される。
11月28日、AKB48研究生「シアターの女神」公演で劇場公演デビュー。
2012年
6月24日、さいたまスーパーアリーナで行われた握手会イベントにおいて、正規メンバーに昇格することが発表される。
11月8日、梅田チームBでの活動を開始。
2013年
4月28日、日本武道館で開催された『AKB48グループ臨時総会〜白黒つけようじゃないか!〜』において、自身がセンターを務める楽曲「バラの果実」を初披露する。
2014年
2月24日、高橋チームAへの異動が発表される。
4月6日、仙台放送で『AKB48の牛舌GIRLS』放送開始。出演メンバーで唯一全放送回出演する。
2015年
3月18日 ‐ 22日、尚美バリオホールで公演された舞台『Code』出演（岸和田マミ役）。初の舞台出演となる。
9月18日、AKB48岩本輝雄「青春はまだ終わらない」初日公演でセンターを務める。
2016年
2月24日、雑誌『サッカーゲームキング』に表紙モデルとして掲載される。
8月28日、「2016 れなっち総選挙」企画で9位となり、ランクイン。
2017年
1月、『AKB48れなっち総選挙選抜写真集 16colors』が発売される。
2018年
3月19日、外山大輔「ミネルヴァよ、風を起こせ」公演で行われた自身の生誕祭で、AKB48からの卒業を発表。
5月14日、AKB48劇場で「ミニこじまつり」開催。同期の元メンバー、川栄李奈、鈴木紫帆里、名取稚菜、森川彩香も登場した。
5月16日、横山チームA「M.T.に捧ぐ」公演千秋楽において卒業セレモニーが開催され、AKB48を卒業。
5月17日、所属事務所をAKSからフィットへ移籍。
8月12日、幕張メッセで開催された握手会イベントをもって、AKB48メンバーとしての活動を終了。
10月6日、ツール・ド・ちば2018のゲストサイクリストとして、全長71.9㎞のコースを完走。
2019年
8月20日、YouTubeにて「なっつんチャンネル」を開設する。
2021年
4月1日、3月31日をもって芸能界を引退したことを自身のインスタグラムで報告した。
2022年
12月24日、結婚したことを自身のインスタグラムで報告した。後に式も挙げた。
2024年
5月25日、第1子を出産したことを自身のインスタグラムで報告した。

## 人物
- 仲の良い人物は同期の森川彩香、川栄李奈。また加藤玲奈、市川美織、大場美奈とも梅田チームB所属時に親交を深め、加藤玲奈とは「れなっつん」、市川美織、大場美奈を含めて「みなみおれなっつん」というユニットを結成し特に仲が良い[25]。
- 趣味は料理。休みの日は一家の料理を担当する[26]。
- 大の愛犬家でトイプードルの「キャンディ」、ヨークシャーテリアの「アンジュ」を飼っている。祖母宅で飼っていたチワワの「ルル」も可愛がっていた[27]。AKBINGO!内の企画では「キャンディ」への深い愛情表現によって「愛犬家ナンバーワン」に認定された[28]。
- 好きな食べ物はにんにくを使った料理や辛いもの全般。特に蒙古タンメン中本のカップ麺には目がない[26]。他にイチゴ、納豆、アーモンドミルク、焼肉、白子、あん肝なども好物。苦手な食べ物は乳製品全般。しかし牛乳の入っているカフェラテは大好物である[26]。またチーズは苦手だがピザの上のチーズは食べられる、粒状のコーンは苦手だがとうもろこしは食べられる、といった独特な食の嗜好を持つ[29]。
- 雪が大好き。雪が降ったら大はしゃぎして、雪を食べてしまうこともある[30]。
- 東京ディズニーリゾートが好きで、仲の良い加藤玲奈や森川彩香とよく行く他、一人で行くことも多く、全く寂しくないという[26]。
- 芸能界へ入ったきっかけは「ロンドンハーツ」でのロケ（未放送）でロンドンブーツ1号2号の田村亮から「可愛いから芸能界に入った方が良いよ!」と声をかけられたこと。2019年6月11日放送のロンドンハーツ「元AKBだらけの非公認運動会」にて、念願の当番組出演及び田村亮との共演を果たした[31]。この出演直後に不祥事が露見して謹慎となった田村亮のワンポイントピンチヒッターとしてロンドンハーツの司会アシスタントに抜擢された[32]。

## AKB48在籍時の参加楽曲

### シングルCD選抜曲
- 「桜の木になろう」に収録
  - 黄金センター - 「チーム研究生」名義
- 「Everyday、カチューシャ」に収録
  - アンチ - 「チーム研究生」名義
- 「風は吹いている」に収録
  - 蕾たち - 「Team 4+研究生」名義
- 「GIVE ME FIVE!」に収録
  - ユングやフロイトの場合 - 「スペシャルガールズC」名義
- 「真夏のSounds good !」に収録
  - 3つの涙 - 「スペシャルガールズ」名義
- 「ギンガムチェック」に収録
  - あの日の風鈴 - 「ウェイティングガールズ」名義
- 「UZA」に収録
  - 正義の味方じゃないヒーロー - 「Team B」名義
- 「永遠プレッシャー」に収録
  - 私たちのReason
- 「So long !」に収録
  - そこで犬のうんち踏んじゃうかね? - 「Team B」名義
- 「さよならクロール」に収録
  - バラの果実 - 「アンダーガールズ」名義（センター）
  - ロマンス拳銃 - 「Team B」名義
- 「ハート・エレキ」に収録
  - Tiny T-shirt - 「Team B」名義
- 「前しか向かねえ」に収録
  - 恋とか…
- 「ラブラドール・レトリバー」に収録
  - 君は気まぐれ - 「Team A」名義
- 「希望的リフレイン」に収録
  - 従順なSlave - 「Team A」名義
  - Reborn - 「チームサプライズ」名義
- 「唇にBe My Baby」に収録
  - やさしい place - 「Team A」名義
- 「君はメロディー」に収録
  - M.T.に捧ぐ - 「Team A」名義
- 「翼はいらない」に収録
  - Set me free - 「Team A」名義
- 「ハイテンション」に収録
  - ハッピーエンド - 「レナッチーズ」名義

### アルバムCD選抜曲
- 「ここにいたこと」に収録
  - High school days - 「チーム研究生」名義
  - ここにいたこと - 「AKB48+SKE48+SDN48+NMB48」名義
- 「1830m」に収録
  - さくらんぼと孤独 - 「研究生」名義
  - 青空よ 寂しくないか? - 「AKB48+SKE48+NMB48+HKT48」名義
- 「次の足跡」に収録
  - 悲しき近距離恋愛 - 「Team B」名義
- 「ここがロドスだ、ここで跳べ!」に収録
  - Oh! Baby! - 「Team A」名義
- 「0と1の間」に収録
  - Clap - 「Team A」名義

### その他の参加楽曲
- シングルCD「右足エビデンス」（「藤田奈那」名義、2015年12月23日）に収録
  - 君は今までどこにいた? - 「AKB48」名義

### 劇場公演ユニット曲
梅田チームBウェイティング公演
- 君のc/w
- 抱きしめられたら
- ごめんね、ジュエル
- 涙に沈む太陽

高橋チームA「恋愛禁止条例」公演
- 黒い天使

岩本輝雄「青春はまだ終わらない」公演
- ツンデレ!

チームA 7th Stage「M.T.に捧ぐ」公演
- リスケ（島崎遥香のユニットアンダー）
- 制服ビキニ
- She's gone

「僕の太陽」リバイバル公演
- アイドルなんて呼ばないで
- 愛しさのdefense

外山大輔「ミネルヴァよ、風を起こせ」公演
- おしべとめしべと夜の蝶々

## 出演

### テレビドラマ
- 刑事7人 第4シリーズ第9話（2018年9月5日、テレビ朝日）

### その他のテレビ番組
- きょうの健康（2018年8月1日・2日、NHK Eテレ）
- 超時空彩の国S.T.M（2018年11月14日・12月5日・12日・19日、テレビ埼玉）
- ロンドンハーツ（2019年6月11日・7月30日・8月20日、テレビ朝日） - 司会アシスタント[32]

### 舞台
- Code（2015年3月18日 - 22日、尚美バリオホール） - 岸和田マミ 役[9][33]
- 劇団東京フェスティバル 第十五回公演「無心」（2015年10月23日 - 28日、小劇場B1） - 我那覇絵美 役
- 劇団シアターザロケッツ 第三回公演「タラレバ!!」（2015年11月10日 - 16日、銀座みゆき館劇場） - 白石礼 役
- ヨミガエラセ屋（2016年3月31日、新宿村LIVE）
- 劇団シアターザロケッツ 第四回公演「チャペルで会いましょう」（2016年7月27日 - 31日、ザ・ポケット） - 高木香 役
- リーディングシアター「恋工場」（2016年9月22日、ベルサール渋谷ガーデン Cホール）[34]
- 咲くは江戸にもその素質（2017年5月3日 - 7日、渋谷区文化総合センター大和田 伝承ホール / 5月10日 - 12日、ABCホール） - 主演・サクちゃん 役[35][36]
- 劇団TEAM-ODAC 第26回本公演 「岸和田少年愚連隊〜あの頃のハートは今もある〜」（2017年9月27日 - 10月1日、全労済ホール スペース・ゼロ） - リョーコ 役[37]
- 劇団れなっち「ロミオ&ジュリエット」（2018年5月9日 - 13日、AiiA 2.5 Theater Tokyo） - ロレンス神父 役[38]
- 信長の野望・大志 冬の陣（2018年11月8日 - 12日、シアター1010） - おりゑの方 役[39]
- 五反田タイガー 5th Stage「OH,MY GODDESS!!〜あなたが望むなら〜」（2019年1月16日 - 20日、博品館劇場） - バステト 役
- SOLID STAR プロデュース vol.17「ハッピーマーケット！！」（2019年6月19日 - 23日、全労済ホール スペース・ゼロ） - 妖精・パー 役[40]
- おおばかもの～ふくらめ！私のイースト菌～（2019年10月31日 - 11月4日、浅草花劇場） - 峯田千聖 役[41]
- 宮崎理奈プロデュース公演2020「MIX! こんなベタなことが私におこるなんて」（2020年11月18日 - 23日、CBGKシブゲキ!!）- ヒマリ 役

### 映画
- 劇ドラ！第4弾「ゼロからイチ!!～アイドル探偵の奮闘記～」 - 三原向日葵 役

### イベント
- ニコニコ超会議2015（2015年4月26日、幕張メッセ）[42]
- しずる館Premium LIVE!!（2015年5月21日、ティアラこうとう小ホール）
- あかがねミュージアム オープニングイベント（2015年7月18日、愛媛県新居浜市）[43]
- しずる館Festival 2015 in 亀有（2015年8月26日 - 27日、かめありリリオホール）
- ハッピーハロウィンワンダーランド2016（2016年10月22日、北海道函館市）[44]
- きものサローネin日本橋（2016年10月28日、日本橋三井ホール） - トークショーゲスト[45]
- ナキフェス（2016年11月18日、芸能花伝舎）- アシスタントMC[46]
- 新日本プロレス「WORLD TAG LEAGUE 2016」高崎大会（2016年11月20日、ニューサンピア） - スペシャルプレゼンター[47]
- 小倉ちゃちゃちゃラジオpresents「初恋レストラン」（2017年1月30日、かめありリリオホール）[48]
- ツール・ド・ちば2018（2018年10月6日、銚子市・北総地域・旭市）- ゲストサイクリスト[17]
- 菜の花ポタリングツアー（2019年2月10日、千葉県館山市・南房総市）[49]
- 流山おおたかの森 S・Cフラワーフェス チーバ2号発刊記念イベント 山内鈴蘭＆小嶋菜月＆ジャッキーちゃんトークショー（2019年3月30日、流山おおたかの森 S・C）

### ネット配信
- F.Chan TV 第5回・第18回（2016年5月18日・8月24日、フットボールチャンネル） - MC[50][51]
- ニュース女子（2018年5月 - 、DHCテレビ）
- 人生逆転リアリティーショウ リアルカイジGP（2018年5月27日、AbemaTV）[52]
- DTテレビ（2018年8月3日、AbemaTV）[53]
- 市川美織が○○にチャレンジ！（2018年9月13日、ニコニコチャンネル）[54]

## 書籍

### 写真集
- AKB48れなっち総選挙選抜写真集 16colors（2017年1月31日、徳間書店、撮影：LUCKMAN、佐藤佑一）
- Q&Aでよくわかる! 女の子ポートレート実践ガイド（2018年11月1日、玄光社、撮影：河野英喜、野澤亘伸、萩原和幸、上田晃司）
- 小嶋菜月１ｓｔ写真集『ＳＯＣＯ　ＳＯＣＯ』（2020年4月25日、トランスワールドジャパン）
- 小嶋菜月２ｎｄ写真集『またね』（2021年3月31日、トランスワールドジャパン）

### 雑誌連載
- ダイヤモンドZAi（2016年4月号 - 2018年9月号、ダイヤモンド社） - 中村麻里子、武藤十夢、中西智代梨と共に「AKB48 in NISA」を連載[55]